# Carlos Lobatón
Carlos Augusto Lobatón Espejo (Lima, 6 de fevereiro de 1980) é um ex-futebolista peruano que atuava como meia. É irmão do ex-jogador da seleção peruana, Abel Augusto Lobatón Espejo.
Já foi especulado no Fluminense do Rio de Janeiro, no ano de 2007, e ganhou certa notoriedade ao fazer um gol olímpico de trivela em fevereiro de 2015, além de ser um dos carrascos da eliminação do Atlético Paranaense da Libertadores de 2014.